# Marian Twardoń
Marian Twardoń (ur. 7 lutego 1957 w Świętochłowicach) – polski szachista i trener szachowy, mistrz FIDE od 1986 roku.

## Kariera szachowa

### Sukcesy zawodnicze
W połowie lat 70. XX wieku należał do ścisłej czołówki polskich juniorów, trzykrotnie zdobywając medale mistrzostw Polski w kategorii do 20 lat: dwa złote (Rzeszów 1975, Opole 1976) oraz brązowy (Bolesławiec 1977). Dwukrotnie (1975/76 i 1976/77) reprezentował Polskę na mistrzostwach Europy juniorów do 20 lat, rozgrywanych w Groningen. W 1977 r. zajął I m. w Międzynarodowym Turnieju Szachowym w Augustowie 1977r (z wynikiem 8/10), natomiast w 1982 zajął I m. w Międzynarodowym Turnieju Szachowym w Nałęczowie (open) (z wynikiem 8/11).
Trzykrotnie (1976, 1979, 1988) startował w finałach indywidualnych mistrzostw Polski, nie osiągając sukcesów. W czasie swojej kariery zdobył 5 medali drużynowych mistrzostw Polski, reprezentując kluby "Start" Katowice (1976 – brązowy), "Górnik 09" Mysłowice (1984 – brązowy, 1985 – srebrny, 1986 – srebrny) oraz "Górnik" Zabrze (1994 – brązowy). Był również dwukrotnym brązowym medalistą drużynowych mistrzostw Polski w szachach błyskawicznych (Bydgoszcz 1987, Legnica 1992).
Od 1997 r. nie występuje w turniejach klasyfikowanych przez Międzynarodową Federacje Szachową.

### Sukcesy trenerskie
Trener klasy pierwszej. Jako trener przyczynił się do sukcesów następujących zawodników: Dalia Blimke (złoto w Mistrzostwach Świata Juniorek do lat 12 w 1991 r.), Monika Bobrowska (obecnie Soćko) [srebro w Mistrzostwach Polski Kobiet w 1993 r., złoto w Mistrzostwach Polski Kobiet w 1995 r.], Joanna Worek (srebro w Mistrzostwach Europy do lat 12 w 1997 r., brąz w Mistrzostwach Świata do lat 16 w 2001 r.), Agnieszka Szczygieł (brąz w Mistrzostwach Polski do lat 18 w 1992 r., brąz w Mistrzostwach Polski do lat 20 w 1994 r.). Od września 2012 r. do grudnia 2013 r. był trenerem utalentowanej szachistki Marioli Woźniak. Intensywna praca szkoleniowa, przyniosła znakomite rezultaty sportowe: srebro w Mistrzostwach Polski do lat 16 (Szczyrk 2013); srebro w Mistrzostwach Europy do lat 16 (Budva 2013) oraz IV miejsce w Mistrzostwach Świata do lat 16 (Al-Ain 2013).
Pod jego opieką (w latach 1993-1995) juniorzy KS "Górnik" Zabrze wywalczyli awans z Ligi Wojewódzkiej do I Ligi i w 1995 r. w Drużynowych Mistrzostwach Polski Juniorów w Nadolu zdobyli brązowy medal (skład: Piotr Dobrowolski, Jacek Dubiel, Marcin Szajda, Łukasz Piotrowski, Zdzisława Wiliczkiewicz, Katarzyna Strzelczyk).
W latach 1993–2000 trener reprezentacji juniorów na mistrzostwa świata i Europy. Za szczególne osiągnięcia w pracy szkoleniowej w latach 1991-1995 został uhonorowany Nagrodami Prezesa Urzędu Kultury Fizycznej i Turystyki.
Obecnie współpracuje z Młodzieżową Akademią Szachową.